# Средняя ягодичная мышца
Средняя ягодичная мышца (лат. Musculus gluteus medius) — мышца наружной группы мышц таза.

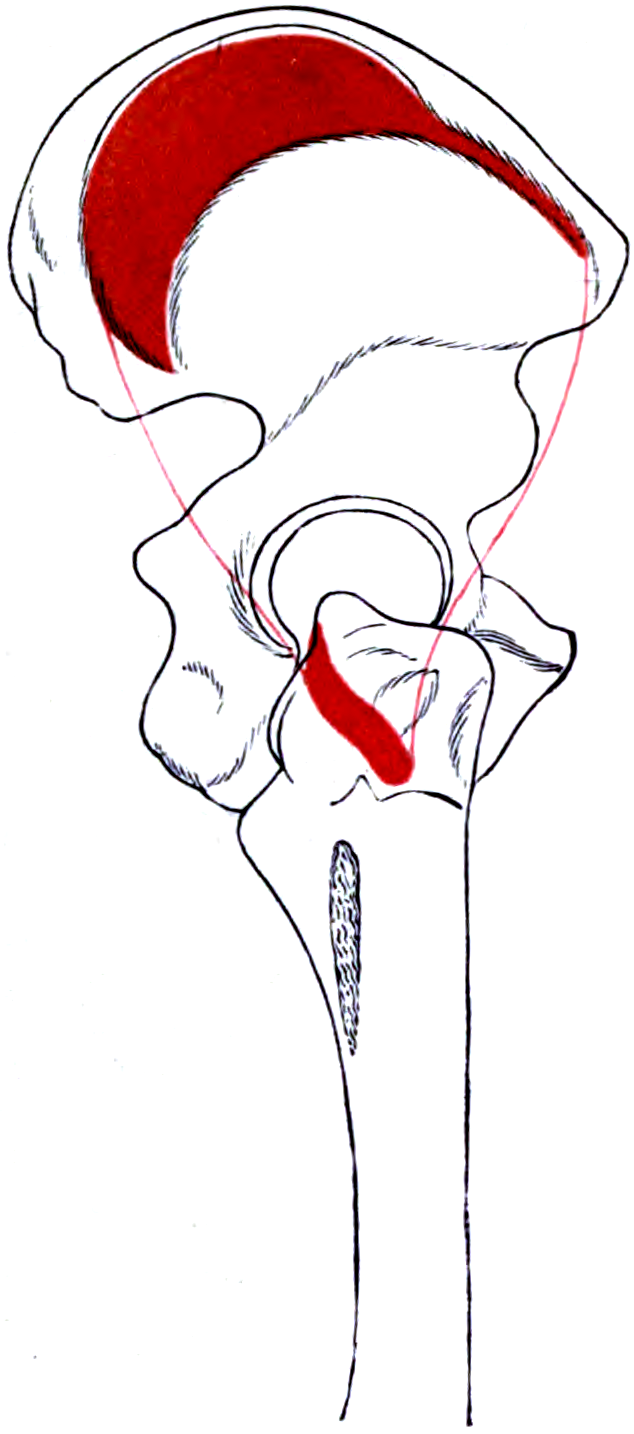
Места прикрепления и проекция правой средней ягодичной мышцы

Располагается под большой ягодичной мышцей. По форме приближается к треугольнику. Мышца толстая, в ней различают два слоя пучков — поверхностный и глубокий. Мышечные пучки располагаются веерообразно, начинаясь широкой частью от наружной ягодичной поверхности крыла подвздошной кости, ограниченной спереди передней ягодичной линией, сверху — подвздошным гребнем, снизу — задней ягодичной линией. Затем все мышечные пучки сходятся в общее мощное сухожилие, прикрепляющееся к вершине и наружной поверхности большого вертела бедренной кости.

## Функция
При сокращении отводит бедро. Передние её пучки, сокращаясь отдельно, вращают бедро внутрь, а задние — кнаружи; при опоре тела на одну ногу она наклоняет таз в свою сторону.